# Дом Грибоедовых на Новинском бульваре
Дом Грибоедовых на Новинском бульваре — здание-достопримечательность в Москве. Охраняется как объект культурного наследия народов России федерального значения.

## История
В середине XVIII века здание находилось на территории Семёновского монастыря. В 1793 году адрес: приход девяти мучеников на Большой улице по Земляному валу, XII часть города Москвы, 1 квартал, № 1. Хозяйка — прокурорша Анна Алексеевна Волынская (Грибоедова). Когда она умерла, то владение перешло к её племяннику Алексею Фёдоровичу Грибоедову, затем к его сестре Настасье Фёдоровне, матери Александра Сергеевича Грибоедова. Позже здесь жила семья С. И. и А. Ф. Грибоедовых.
В 1806 году Настасья Фёдоровна попросила у Управы Благочиния об увеличении площади дома за счёт пристройки двора:
К деревянным хоромам пристроить деревянную жилую пристройку длиной и шириной по две сажени и по одному аршину.
В 1812 году дом сильно пострадал от пожара. До этого дом перенесён внутрь переулка. В 1816 году Кроптов купил у Настасьи Фёдоровны сад, затем его вырубили, и построили дом. В 1816 году, согласно плану, дом состоял из двух этажей, имел мезонин. Второй этаж и мезонин сделан из дерева, первый этаж из камня, также было два фасада на улице. В 1826 году дом стоил 20 тысяч рублей. В 1834 году Настасья Фёдоровна умирает и хозяином становится купец Иван Фёдорович Сидельников. В 1835 году построен новый вход. В 1836 году купец увеличил площадь здания, пристроив к торцу два этажа. В 1850-х годах владелец — купец Узковых. В 1872 году пристроена парадная лестница. В 1873 году два этажа со стороны торца снесены. Вместо них построено двухэтажное здание жилое, основание каменное, а вверх деревянный.
В 1911 году дом поделён на три части. Одна из частей стала принадлежать С. В. Ускову. Он перестроил дом по проекту архитектора Толстых. В 1912 год второй этаж двухэтажного жилого здания поменяли на каменный. В главное строение добавлено две лестничных клетки и мансарда, вместо мезонина. Главный вход стал находиться на Большом Девятинском переулке. В 1970-х годах здание стремились реставрировать, но дом сильно пострадал от пожара и верхний этаж сгорел. Его отделали в камне.
На стене дома висит барельеф с портретом писателя Александра Сергеевича Грибоедова. Дом, в котором Грибоедов провел свое детство, сильно пострадал от пожара 1812 года и был перестроен, однако в нём до 1834 г. продолжала проживать мать драматурга.. «Отечество, сродство и дом мой в Москве», — в 1818 г. писал Грибоедов.

## Упоминание
В Пушкинском доме есть картина: «Подновинское — вид с балкона бывшего дома Гагарина; в крайнем доме слева родился А. С. Грибоедов». На ней иллюстрированы балкон и фасад.